# 로마 지하철역 목록

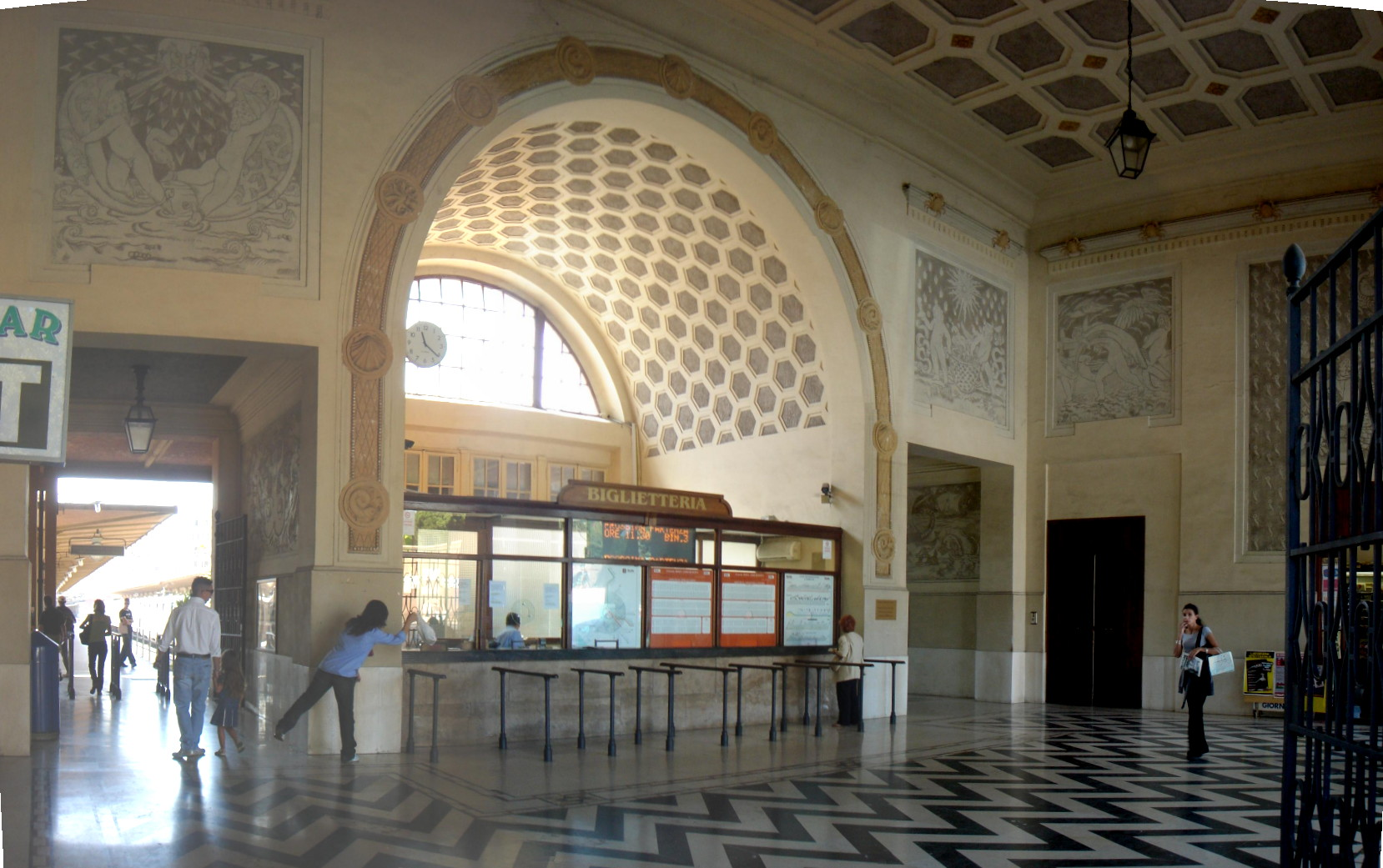
로마 포르타 산 파올로역 (로마-리도선)의 매표소

2013년 12월 현재 기준으로 로마 지하철에는 A선과 B선 두 개의 노선이 있으며 지하철역은 총 52개가 있다.
이 목록에서는 환승이 가능한 역은 굵은 글씨로 표기했으며 그 역에서 환승할 수 있는 노선을 괄호 안에 적어놓았다.

## A선 (주황색)
- 바티스티니
- 코르넬리아
- 발도 델리 우발디역
- 발레 아우렐리아 (FR3)
- 치프로
- 오타비아노 - 산 피에트로 - 무세이 바티카니
- 레판토
- 플라미니오 - 피아자 델 포폴로 (로마-비테르보선)
- 스파냐
- 바르베리니 - 폰타나 디 트레비
- 레푸블리카 - 테아트로 델로페라
- 테르미니 (지하철 B선, FR4, FR6, FR7, FR8, 레오나르도 익스프레스)
- 비토리오 에마누엘레
- 만초니
- 산 조반니
- 레 디 로마
- 폰테 룬고 (FR1, FR5)
- 푸리오 카밀로
- 콜리 알바니 - 파르코 아피아 안티카
- 아르코 디 트라베르티노
- 포르타 푸르바 - 콰드라토
- 누미디오 콰트라토
- 루치오 세스티오
- 줄리오 아그리콜라
- 수바우구스타
- 치네치타
- 아나니나

## B선 (파란색)
(동쪽 구간)
- 레비비아
- 폰테 맘몰로
- 산타 마리아 델 소코르소
- 피에트랄라타
- 몬티 티부르티니
- 퀸틸리아니
- 티부르티나 (FR1, FR2)

(북동쪽 구간)
- 콘카 도로
- 리비아
- 산타녜세/안니발리아노

(공통 구간)
- 볼로냐
- 폴리클리니코
- 카스트로 프레토리오
- 테르미니 (지하철 A선, FR4, FR6, FR7, FR8, 레오나르도 익스프레스)
- 카보우르
- 콜로세오
- 치르코 마시모
- 피라미데 (FR1, FR3, FR5, 로마-리도선)
- 가르바텔라
- 바실리카 산 파올로 (로마-리도선)
- 마르코니
- EUR 말리아나 (로마-리도선)
- EUR 팔라스포르트
- EUR 페르미
- 라우렌티나